# Poguetry in Motion
Poguetry in Motion è un EP dei Pogues uscito nel 1986.

## Il disco
All'interno di questo Ep figurano alcune delle canzoni più famose del gruppo, tra tutte A Rainy night in Soho, pezzo che figura in tutte le greatest hits e che viene regolarmente proposto nei concerti.
Le tracce presenti in questo EP sono state inserite, come bonus tracks, nella versione rimasterizzata di Rum, Sodomy, and the Lash del 2004

## Tracce
1. London Girl – 3:07
2. A Rainy Night in Soho – 5:38
3. The Body of an American – 4:51
4. Planxty Noel Hill – 3:14

## Formazione
- Shane MacGowan - voce
- Jem Finer - banjo
- Spider Stacy - flauto irlandese
- James Fearnley - fisarmonica
- Cait O'Riordan - basso
- Andrew Ranken - batteria